# 大佩列利斯基
50°2′5″N 24°56′22″E / 50.03472°N 24.93944°E
大佩列利斯基（烏克蘭語：Великі Переліски），是烏克蘭西部的村莊，隸屬利維夫州的佐洛奇夫區。該村面積0.4平方公里，人口20，人口密度每平方公里77.5人。